# Ferdinands miervogel
De Ferdinands miervogel (Cercomacra ferdinandi) is een zangvogel uit de familie Thamnophilidae (miervogels). Het is een endemische, voor uitsterven kwetsbare vogelsoort in Midden-Brazilië. Deze vogel is genoemd naar Ferdinand I van Bulgarije.

## Kenmerken
De vogel is gemiddeld 16 cm lang, het is een donkere, middelgrote, glanzend zwarte miervogel met een gedeeltelijk (in zit) onzichtbare witte vlek op de rug, witte vleugelstrepen en witte stippels op het uiteinde van de staart. Het vrouwtje is overwegend grijs met fijne streepjes op de keel en borst. Er zijn geen gelijkende miervogels die in hetzelfde gebied voorkomen.

## Verspreiding en leefgebied
Deze soort komt voor in dicht struikgewas langs water, bijvoorbeeld in afgesloten rivierarmen in het midden van  Brazilië in het stroomgebied van de Tocantins en Araguaia. Overigens is er weinig over de ecologie van deze soort bekend.

## Status
De Ferdinands miervogel heeft een beperkt verspreidingsgebied en daardoor is de kans op uitsterven aanwezig. De grootte van de populatie werd in 2012 door BirdLife International geschat op 15.000 tot 30.000 individuen en de populatie-aantallen nemen af. Het leefgebied wordt aangetast door de aanleg van stuwdammen in het stroomgebied van de Tocantins en Araguaia. Om deze redenen staat deze soort als kwetsbaar op de Rode Lijst van de IUCN.